# Săliștea (okręg Alba)
Săliștea – wieś w Rumunii, w okręgu Alba, w gminie Sălciua. W 2011 roku liczyła 1202 mieszkańców.